# Piobetta
Pioppeta (AFI: /pjopˈpeta/; in francese Piobetta; in corso Piupeta, pronuncia [pjuˈbɛːda]) è un comune francese di 25 abitanti situato nel dipartimento dell'Alta Corsica nella regione della Corsica.

## Società

### Evoluzione demografica
Abitanti censiti